# Randstad Holding
Randstad Holding N.V. és una societat activa a nivell internacional dins del domini del treball temporal i dels serveis en recursos humans. Fundada el 1960 als Països Baixos, per Fritz Goldschmeding, Randstad opera en una quarantena de països. En 2010, la seva xifra de negocis s'elevava a 14.200 milions d'euros i el seu benefici a 288,5 milions d'euros. El personal permanent de l'empresa era de prop de 26.000 persones. Cada dia, més de 500.000 treballadors temporals treballen per intermediació de Randstad. A tot el món, Randstad disposa de 3.085 agències i 1.110 sucursals on Randstad treballa per a un sol client.
A nivell mundial, Randstad en 2018 es va transformar en el primer gran grup de serveis de recursos humans. La segona plaça és ocupada per l'empresa suïssa Adecco. Randstad opera també sota el nom comercial
Randstad Holding N.V. cotitza en l'índex AEX d'Euronext Àmsterdam, sota l'abreujament RAND. El seu fundador Frits Goldschmeding, és encara el principal accionista. La seu social de la societat es troba a Diemen, als Països Baixos.